# Román Gastaldi
Pour les articles homonymes, voir Gastaldi.
Román Andrés Gastaldi (né le 25 septembre 1989 à Villa Devoto) est un athlète argentin, spécialiste du décathlon.

## Biographie
Son meilleur résultat a été obtenu lors des Jeux panaméricains de 2011 à Guadalajara le 25 octobre, avec 7 826 points.
Son club est l'Asociación Deportiva y Recreativa Amigos de AMMA.

### Palmarès
| Date | Compétition                    | Lieu                 | Résultat | Performance |
| ---- | ------------------------------ | -------------------- | -------- | ----------- |
| 2010 | Championnats ibéro-américains  | San Fernando         | 3e       | 7 290 pts   |
| 2011 | Championnats d'Amérique du Sud | Buenos Aires         | 2e       | 7 545 pts   |
| 2011 | Jeux panaméricains             | Guadalajara          | 5e       | 7 826 pts   |
| 2013 | Championnats d'Amérique du Sud | Carthagène des Indes | 1er      | 7 273 pts   |

### Records
| Épreuve   | Performance  | Lieu        | Date            |
| --------- | ------------ | ----------- | --------------- |
| Décathlon | 7 826 points | Guadalajara | 25 octobre 2011 |